# Луппов, Александр Михайлович
Алекса́ндр Миха́йлович Лу́ппов (11 марта 1950, пос. Центральный, Кировская область — 17 февраля 2009, Омск)— заместитель Председателя Правительства Омской области, министр промышленной политики, транспорта и связи Омской области (1994—2004).

## Детство и образование
Родился 11 марта 1950 года в посёлке Центральный Шестаковского (ныне — Слободского) района Кировской области. В четырнадцать лет вместе с семьёй переехал в Омскую область.
В 1967 году окончил среднюю школу в с. Большой Атмас Черлакского района Омской области и в том же году поступил на вечернее отделение факультета «Строительные, дорожные машины и оборудование» Сибирского автодорожного института. В 1973 году он успешно окончил обучение и получил специальность инженера-механика.

## Начало карьеры
Во время обучения в институте работал вулканизаторщиком на заводе сборного железобетона № 5, а в дальнейшем бригадиром, мастером в строительно-монтажном тресте № 1, откуда в 1973 году призывался в армию, но был демобилизован из-за рождения второго ребенка. После армии вернулся в строительно-монтажный трест № 1 и стал работать сначала прорабом, а потом начальником участка.

## Политическая деятельность
До 1980 г. Александр Луппов работал в Советском РК КПСС и секретарём парткома треста № 6. После до 1981 года работал секретарём парткома треста № 1, а затем перешёл на работу в Областной комитет КПСС. В дальнейшем был избран первым секретарём Тарского горкома КПСС и председателем Тарского городского Совета народных депутатов. Неоднократно избирался депутатом Законодательного Собрания Омской области от Тарского района. В 1986 году окончил Высшую партийную школу.
С 1990 по 1993 гг. Луппов был народным депутатом РСФСР. Стал членом комитета Верховного Совета Российской Федерации по вопросам межреспубликанских отношений, региональной политике и сотрудничеству, входил в состав фракции «Аграрный Союз».
С 1991 по 1994 годы возглавлял акционерную компанию «Омскагропромстрой». В 1994 году стал заместителем Губернатора Омской области. В 2004 году был назначен заместителем Председателя Правительства Омской области, министром промышленной политики, транспорта и связи Омской области.
Умер 17 февраля 2009 года и был похоронен на Старо-Северном кладбище г. Омска.

## Семья
В 1971 году женился на Галине Васильевне Дорманковой (18 июня 1950 — 9 мая 2011). В этом браке родились двое сыновей: Алексей (1972 год) и Сергей (1974 год).

## Память
Имя Луппова присвоено Тарской гимназии № 1 и одной из улиц Называевска.

## Награды
- Орден Дружбы
- Медаль «За заслуги в проведении Всероссийской переписи населения»
- Орден преподобного Сергия Радонежского III степени